# Lars Brising

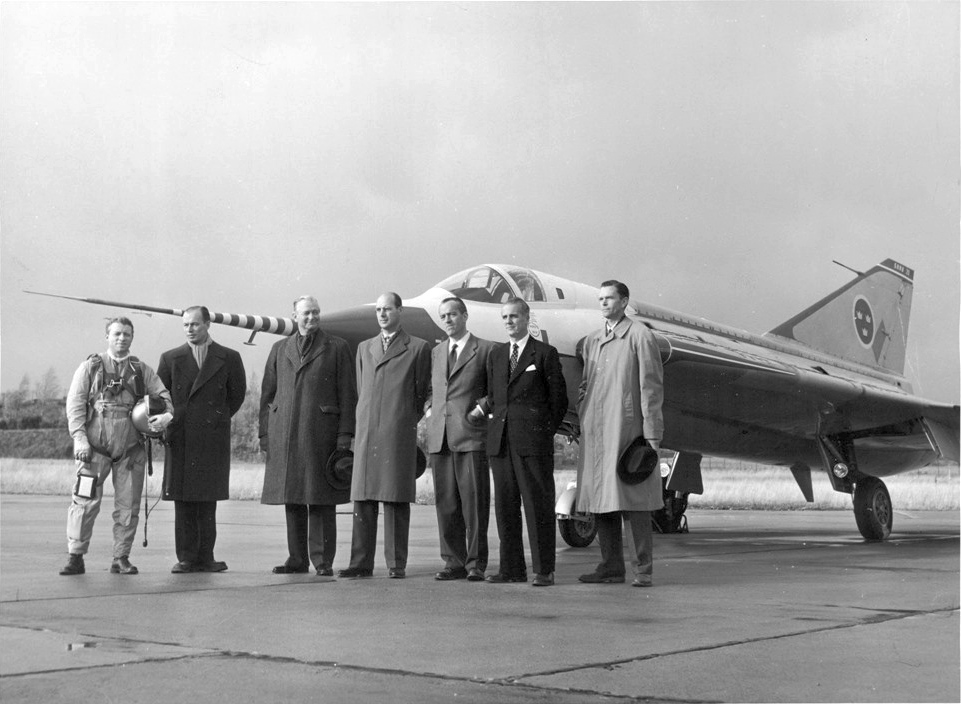
Lars Brising (i mitten) framför prototypen av Saab 35 Draken.

Lars Harald Brising, född 18 maj 1915 i Stockholm, död 4 juni 1995 Stockholm, var en svensk ingenjör och flygplanskonstruktör. Han är mest känd för att ha varit chefskonstruktör för Saab 29 Tunnan som flög första gången 1948.
Lars Brising var son till konsthistorikern Harald Brising. Han genomgick flygutbildning i svenska flygvapnet 1936 och tog examen från Kungliga tekniska högskolan (KTH) 1938. Han arbetade vid Flygförvaltningen 1938–1939 och blev därefter konstruktör vid Götaverkens flygavdelning 1939 och var verksam vid Valtion lentokonetehdas i Finland 1940. Brising var därefter flygprovledare vid Saab 1940–1941, sektionschef vid Flygförvaltningens konstruktionskontor 1941–1943. 
Han blev teknisk chef för Saabs flygprovavdelning 1943, blev projektingenjör 1945, konstruktionchef för reaflygplan 1946, överingenjör för konstruktion 1949, chef för flygtekniska avdelningen 1952 och direktör 1954. 
Han blev flygöverdirektör och generalmajor vid Flygförvaltningen 1965 och var dess chef 1967-1968. I egenskap av chef för Flygförvaltningen var han samtidigt ledamot av Försvarets förvaltningsdirektion.
Brising var verkställande direktör för Svenska Utvecklings AB (SU) 1968–1975.
Brising blev ledamot av Ingenjörsvetenskapsakademien 1956 och av Kungliga Krigsvetenskapsakademien 1964. Han promoverades till teknologie hedersdoktor vid KTH 1974.